# Џесика Дрејк
Џесика Дрејк (енгл. Jessica Drake), рођена као Анџела Патрис Хислет (енгл. Angela Patrice Heaslet) у Сан Антонију, САД, 14. октобра 1974, америчка је порнографска глумица.

## Каријера
Џесика је студирала психологију и паралелно радила као стриптизета у клубовима. У порно индустрији је увео редитељ Равен, кога је упознала у клубу где је наступала. Прво је фотографисао за порнографске часописе, а потом јој доделио улогу у порнографском филму Condom and lube girl.
Године 2010, појавила се заједно са другом порно глумицом Алектром Блу у споту за песму Telephone певачице Лејди Гаге (дует са Бијонсе).
Џесика за себе каже да је бисексуалка.

## Награде и номинације
- 2001 AVN Award – Best Tease Performance – Shayla's Web[4]
- 2002 NightMoves Adult Entertainment Award – Best Female Performer, Editor's Choice[5]
- 2003 Adult Stars magazine's Consumers' Choice Award – Best Overall Actress
- 2005 AVN Award – Best Oral Sex Scene, Film – The Collector[6]
- 2005 AVN Award – Best Actress, Video – Fluff and Fold[6]
- 2005 XRCO Award – Single Performance, Actress – Fluff and Fold[7]
- 2006 Eroticline Award – Best Actress, USA[8]
- 2007 AVN Award – Best Actress, Film – Manhunters[9]
- 2007 AVN – Best All-Girl Scene, Film – FUCK[9]
- 2008 Eroticline Award – Award for Outstanding Achievements[10]
- 2009 AVN – Best Actress – Fallen[11]
- 2009 AVN – Best Double Penetration Sex Scene – Fallen[11]
- 2009 XRCO – Single Performance, Actress – Fallen[12]
- 2010 AVN Hall of Fame inductee
- 2010 AVN – Best Group Sex Scene – 2040[13]
- 2011 XRCO Hall of Fame inductee[14]
- 2012 XBIZ номинација — Female Performer of the Year[15]